# Coralliodrilus aequalis
Coralliodrilus aequalis är en ringmaskart som beskrevs av Erséus och Davis 1989. Coralliodrilus aequalis ingår i släktet Coralliodrilus och familjen glattmaskar. Inga underarter finns listade i Catalogue of Life.